# Force of Nature (Talk Talk)
Force of Nature è un album live dei Talk Talk pubblicato nel 2023.
Rilasciato in formato vinile giallo a 33 giri è relativo alla trasmissione radiofonica da parte della BBC di parte di due concerti della band: il lato A (tracce da 1 a 5) del concerto tenutosi presso l'Hammersmith Odeon di Londra il 27 marzo 1983 ed il lato B (tracce da 6 a 9) del concerto tenutosi nella stessa sede l'8 maggio 1986 (anche se erroneamente indicate in copertina come trasmesse il 7 maggio 1986, essendo queste ultime la riproposizione palese di parte delle tracce già presenti nel precedente Live London 1986 ove la data era indicata correttamente).

## Tracce
1. Such A Shame - 5:59
2. My Foolish Friend - 4:23
3. The Party's Over - 5:43
4. Dum Dum Girl - 3:52
5. Talk Talk - 3:27
6. Life's What You Make It - 4:31
7. Living In Another World - 7:06
8. Give it Up - 5:55
9. It's My Life - 6:30